# Iris giganticaerulea
Iris giganticaerulea là một loài thực vật có hoa trong họ Diên vĩ. Loài này được Small miêu tả khoa học đầu tiên năm 1929.